# Parapsectra styriaca
Parapsectra styriaca är en tvåvingeart som först beskrevs av Reiss 1969.  Parapsectra styriaca ingår i släktet Parapsectra och familjen fjädermyggor. Enligt den finländska rödlistan är arten sårbar i Finland. Artens livsmiljö är källmiljöer. Inga underarter finns listade i Catalogue of Life.